# Sawas Kofidis
Sawas Kofidis (gr. Σάββας Κωφίδης, ur. 15 lutego 1961 w Ałma-Acie) – grecki piłkarz grający na pozycji pomocnika.

## Kariera klubowa
Karierę piłkarską Kofidis rozpoczął w klubie Iraklis Saloniki. W sezonie 1981/1982 zadebiutował w jego barwach w pierwszej lidze greckiej i od czasu debiutu grał w podstawowym składzie Iraklisu. W 1987 roku wystąpił w przegranym po serii rzutów karnych finale Pucharu Grecji z OFI Kreta. W Iraklisie grał do lata 1988 roku.
Kolejnym klubem w karierze Kofidisa został Olympiakos SFP. W pierwszym sezonie gry w Olympiakosie został wicemistrzem Grecji, jednak dopiero od następnego stał się podstawowym zawodnikiem tej drużyny. W 1991 i 1992 roku wywalczył kolejne dwa wicemistrzostwa, a w tym drugim przypadku także Puchar Grecji. Piłkarzem Olympiakosu był do zakończenia sezonu 1991/1992.
Latem 1992 roku Kofidis po stracie miejsca w składzie Olympiakosu odszedł do Arisu Saloniki. Tam też Grek spędził 4,5 roku. Na początku 1996 roku wrócił do Iraklisu. Grał w nim do lata 1999 i wtedy też zakończył karierę piłkarską.
| Sezon   | Klub             | Kraj   | Rozgrywki     | Mecze | Bramki |
| ------- | ---------------- | ------ | ------------- | ----- | ------ |
| 1981/82 | Iraklis Saloniki | Grecja | Alpha Ethniki | 31    | 1      |
| 1982/83 | Iraklis Saloniki | Grecja | Alpha Ethniki | 34    | 1      |
| 1983/84 | Iraklis Saloniki | Grecja | Alpha Ethniki | 29    | 4      |
| 1984/85 | Iraklis Saloniki | Grecja | Alpha Ethniki | 29    | 5      |
| 1985/86 | Iraklis Saloniki | Grecja | Alpha Ethniki | 28    | 1      |
| 1986/87 | Iraklis Saloniki | Grecja | Alpha Ethniki | 26    | 4      |
| 1987/88 | Iraklis Saloniki | Grecja | Alpha Ethniki | 29    | 2      |
| 1988/89 | Olympiakos SFP   | Grecja | Alpha Ethniki | 16    | 2      |
| 1989/90 | Olympiakos SFP   | Grecja | Alpha Ethniki | 26    | 3      |
| 1990/91 | Olympiakos SFP   | Grecja | Alpha Ethniki | 33    | 4      |
| 1991/92 | Olympiakos SFP   | Grecja | Alpha Ethniki | 18    | 0      |
| 1992/93 | Aris FC          | Grecja | Alpha Ethniki | 19    | 0      |
| 1993/94 | Aris FC          | Grecja | Alpha Ethniki | 33    | 0      |
| 1994/95 | Aris FC          | Grecja | Alpha Ethniki | 30    | 6      |
| 1995/96 | Aris FC          | Grecja | Alpha Ethniki | 31    | 1      |
| 1996/97 | Aris FC          | Grecja | Alpha Ethniki | 13    | 0      |
| 1996/97 | Iraklis Saloniki | Grecja | Alpha Ethniki | 18    | 1      |
| 1997/98 | Iraklis Saloniki | Grecja | Alpha Ethniki | 20    | 1      |
| 1998/99 | Iraklis Saloniki | Grecja | Alpha Ethniki | 31    | 1      |

## Kariera reprezentacyjna
W reprezentacji Grecji Kofidis zadebiutował 9 października 1982 w wygranym 2:0 spotkaniu eliminacji do Euro 84 z Luksemburgiem. W 1994 roku został powołany przez selekcjonera Alkietasa Panaguliasa do kadry na Mistrzostwa Świata w USA. Tam wystąpił we wszystkich trzech spotkaniach Grecji: przegranych po 0:4 z Argentyną i Bułgarią oraz 0:2 z Nigerią. Do 1994 roku rozegrał w kadrze narodowej 65 meczów i strzelił jednego gola.

## Kariera trenerska
Latem 2002 roku Kofidis został asystentem trenera Ivana Jovanovicia w Iraklisie Saloniki, a następnie pomagał w prowadzeniu drużyny Urugwajczykowi Sergio Markariánowi. W 2005 roku podał się on do dymisji i Kofidis został pierwszym szkoleniowcem Iraklisu. W 2006 roku zajął z Iraklisem 4. miejsce w pierwszej lidze greckiej i został wybrany Trenerem Roku 2006. Jesienią prowadził Iraklis w Pucharze UEFA, jednak klub ten odpadł w I rundzie po dwumeczu z Wisłą Kraków (1:0, 0:2). Po 10 ligowych kolejkach Kofidis zrezygnował z prowadzenia Iraklisu. W styczniu 2007 roku na krótko został trenerem Skody Ksanti.